# Carbonara di Po
Carbonara di Po ist eine Fraktion der norditalienischen Gemeinde (comune) Borgocarbonara mit zuletzt 1254 Einwohnern (Stand: 30. September 2017) in der Provinz Mantua in der Lombardei. Die Ortschaft liegt etwa 28 Kilometer ostsüdöstlich von Mantua am Po und grenzt unmittelbar an die Provinz Rovigo (Venetien). 

## Geschichte
Die Ortschaft wurde erstmals 1082 urkundlich erwähnt. Zum 1. Januar 2019 wurde Carbonara di Po mit Borgofranco sul Po zur Gemeinde Borgofranco vereinigt.